# Чета Пиночетов
«Чета Пиночетов» — скандальное российское юмористическое телешоу производства «Продюсерской компании „Среда“». Авторами и продюсерами телепрограммы выступили создатели «Большой разницы» Александр Цекало и Руслан Сорокин, а также руководитель дирекции праймового вещания телеканала НТВ Николай Картозия. Сюжетная линия каждого эпизода основана на чередующихся скетчах и включениях из студии, где двое ведущих якобы читают письма телезрителей.
Сразу же после выхода в эфир 20 ноября 2009 года на телеканале НТВ «Чета Пиночетов» стала объектом жёсткой критики со стороны телеобозревателей, писателей и журналистов из-за частого использования в программе ненормативной лексики, «туалетного юмора» и тем сексуального характера. Также критики отмечали, с одной стороны, неоригинальность некоторых скетчей и использование «бородатых анекдотов» в качестве сюжетной основы, с другой, — «поиски нового вида юмора» создателями программы.
После выхода 4 выпусков, в которых снялись Евгений Писарев и Юрий Чурсин, передача была снята с эфира по причине низких рейтингов и «отправлена на доработку», будучи названа критиками «самым провальным шоу сезона» и наиболее «спорным юмористическим шоу последнего времени». Обновлённая версия программы вышла после полуторагодового перерыва 2 июля 2011 года с Павлом Прилучным вместо Юрия Чурсина, однако вскоре была окончательно закрыта.

## Синопсис
Двое театральных актёров Евгений Писарев и Юрий Чурсин изображают телевизионных работников, которые в студии зачитывают письма телезрителей. Содержание писем совершенно разное: от хвалебного до жесточайшей и унизительной критики, порой с переходом на личности. Также в студии поют песни на злобу дня, общаются со знаменитым гостем, которому телезрители в своих письмах задают массу вопросов. Кроме чтения писем, в программе присутствуют постановочные скетчи, разыгранные также двумя актёрами: доктор и пациент, ведущие новостей, милиционер и преступник.
С 5-го выпуска в программе вместо Юрия Чурсина участвовал Павел Прилучный. Также с 5-го выпуска в скетчах одним из постоянных участников был капитан команды КВН «Дети лейтенанта Шмидта» Григорий Малыгин.

## Концепция создателей шоу. Название

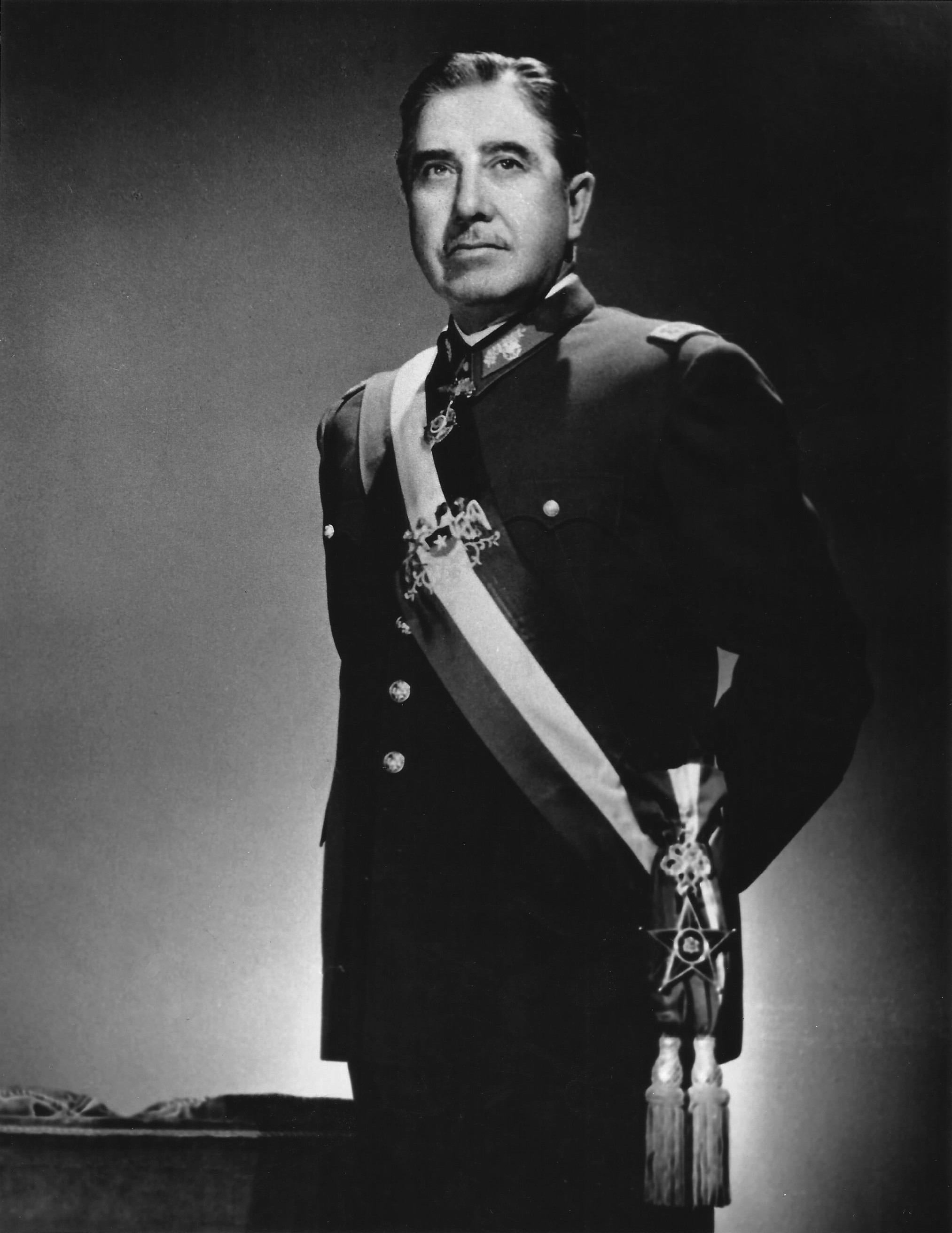
Чилийский диктатор Аугусто Пиночет, фамилия которого дала название программе

Разработка программы началась весной 2009 года, сразу после закрытия предыдущего юмористического проекта НТВ — «Ты смешной!».
Ещё до выхода первого выпуска создатели шоу, обозначавшие его как представителя «партизанского юмора», заявляли, что новая программа должна будет «пустить под откос» современное российское телевидение. Александр Цекало отметил, что, возможно, «проект вызовет неоднозначную реакцию». В пресс-релизе, опубликованном на сайте НТВ, сообщалось: «Два выходца из российской интеллигенции, два образованных и обаятельных негодяя будут отдуваться за всё российское ТВ в целом и за НТВ — в первую очередь».
По словам Николая Картозии, «Чета Пиночетов» — результат полугодовых размышлений с Александром Цекало, большим поклонником Хью Лори, и Русланом Сорокиным о переносе на российскую почву одной из их любимых английских юмористических программ — «Шоу Фрая и Лори»: «Я никак не говорю, что у нас получилось так же, лучше. Скорее всего, может быть, у нас получилось хуже. Но, во всяком случае, некоторые вещи получились весьма и весьма неплохо». Обозначая потенциальную зрительскую аудиторию шоу, он сказал, что «Чета Пиночетов» — это «в принципе молодёжная программа», а Руслан Сорокин подчеркнул, что шоу ориентировано на людей, «которые любят нестандартный, неожиданный и непредсказуемый юмор». Также Картозия в интервью «Московскому комсомольцу» сказал следующее: «остались определённые типы юмора, которые как жанр ещё не используются на нашем ТВ. Особенно это касается растабуированного юмора, когда смеются над своими же комплексами. „Чета Пиночетов“ — как раз об этом».
Название телепередачи Картозия объясняет так: «два раздражённых мужчины, пара ведущих, чета Пиночетов. Вы знаете, не ищите глубокого смысла. Фонетическое название». Александр Цекало, в свою очередь, трактует название более чётко: «„Чета“ — потому что в кадре будут двое. „Пиночетов“ — потому что юмор они будут демонстрировать партизанский». Первоначально программу планировалось назвать «Ватсон, где Атос?», затем — «Вероломное шоу Молотова и Риббентропа». Название «Чета Пиночетов» возникло уже после монтажа первой серии.

## Выход и критика
- Никита Джигурда

первый выпуск
- Борис Моисеев

второй выпуск
- Сергей Зверев

третий выпуск
- Юрий Куклачёв

четвёртый выпуск
Пилотный выпуск программы вышел в пятницу 20 ноября в 22:05. Эпизод имел крайне низкие рейтинги: 3,3 % за неделю по Москве и 100-е место в топ-100, и получил негативную оценку у критиков. После первого эфира Александр Цекало с огорчением отмечал: «Создавая этот проект вместе с Русланом Сорокиным, мы рассчитывали, конечно, на нечто большее. Но в глубине души были готовы к тому, что нас ждёт. Мы знали, на что шли». Такой низкий рейтинг породил вопросы о дальнейшей судьбе программы у руководства канала, которое стало обсуждать снятие её с эфира. Тем не менее, через неделю программа вышла в эфир, снова попав под волну раздражения критиков: несмотря на произошедшее поздно вечером в пятницу 27 ноября 2009 года крушение «Невского экспресса», руководство НТВ не внесло корректировку в сетку вещания, и выпустило без объявления в ночь на 28 ноября запланированный выпуск юмористической передачи, когда уже было известно о погибших и раненых. Второй выпуск собрал ещё меньшую аудиторию, чем первый, оставшись за пределами первой по популярности сотни программ недели.

Театральный критик Эмилия Деменцова назвала игру Писарева (слева) в первом сезоне программы «без иронии и преувеличения виртуозной»

Павел Садков из «Комсомольской правды» заметил, что «поначалу ведущие довольно толково, иногда с огоньком, разыгрывали бородатые анекдоты, но это ещё можно простить. В конце концов, многие юмористы на нашем ТВ только тем и перебиваются много лет. Видимо, специально для партизан древние истории были разбавлены чернушным юмором». Телеобозреватель «Литературной газеты» Алексей Карташов резюмировал, что «фекально-гомосексуальный юмор „мхатовцев-партизан-пиночетов“ обсуждать нельзя — испачкаешься, а то и заразишься и начнёшь использовать их же лексику». Ольга Галицкая из газеты «Время новостей» отметила, что «на сугубо „мужском“ канале, видимо, остро не хватало программы для специфических мужчин, которым неинтересны женщины, — вот эту нишу „Чета Пиночетов“ будет теперь обживать, чтобы уж охватить всех особей мужского пола». Газета «Труд» посчитала, что шутки в «Чете Пиночетов» «оказались либо очень глубоко законспирированными, либо старыми. Единственное, что не могло не порадовать, — это актёрский талант Юрия Чурсина и скетч о том, как российский зритель любит и смотрит телеканал „Культура“». По мнению телекритика и киноведа Анри Вартанова, «„Чета Пиночетов“ продолжила победную поступь экранного идиотизма».
По словам кинорежиссёра Юлия Гусмана, «самое ужасное в „Чете Пиночетов“, это запись хихикающей массовки, которой то ли палкой бьют по тем же попам бамбуковыми палками, как в Китае, чтобы они смеялись. Потому что не смешно».
Екатерина Сальникова из интернет-издания «Частный Корреспондент» указала, что «когда в „Чете Пиночетов“ мальчику, угадавшему идиотский ответ на идиотскую загадку, дают в качестве приза ящик детского пива — это опять же понятный юмор. Но не смешной. Предельно ясно, что именно осмеивают, над чем издеваются. Но чтобы по-настоящему смеяться, а не усмехнуться, этого маловато».
По мнению театрального режиссёра Константина Богомолова, Чурсину не нужно было участвовать в проекте, чтобы не «похабить впустую свой актёрский аппарат». Журналист Олег Пухнавцев, отмечая намерение авторов передачи сделать её похожей на зарубежные программы вроде «Saturday Night Live» или «Шоу Фрая и Лори», делает сравнение не в пользу «Четы Пиночетов»: «желание соответствовать, не подкреплённое талантом, породило особую эстетику напыщенного гламурного абсурда, который никак не резонирует с реальностью».
Тем не менее, за программу вступился актёр Сергей Светлаков:

Что же вы все так ополчились на премьеру НТВ „Чета Пиночетов“?.. Считаю, этот проект имеет право на жизнь. Помимо сортирной, как вы выразились, лексики там есть находки, там есть удачи. Помните сценку — хирург на операции, к нему подходят и говорят: „Сегодняшний день пациентом не оплачен“. Хирург бросает скальпель и уходит. И дерзко, и социально, и узнаваемо.
Журналист и телеведущий Павел Лобков задался вопросом об оценке юмористических проектов прошлого: «не знаю, например, как становились те же проекты Фрая и Лори. И как, например, привыкала к ним аудитория, была ли она к ним готова сначала или были тоже дебаты. Ведь мы не знаем глубины реакции людей на Летермана, когда он тоже с рискованными шутками порой выходит в американском эфире. Ведь это тоже момент привычки какой-то».

## Скандал, связанный с ведущими «Эха Москвы»
На следующий день после премьерного показа шоу Ксения Ларина в радиопрограмме «Человек из телевизора» на «Эхо Москвы» дала крайне негативную оценку проекту: «Это ужасно. Говорю простым русским словом. Без обиняков. Это ужас. Это конечно всё в формате НТВ, наверное, там публика, которая это хавает, которым смешно это. Но я не знаю, кто пишет тексты, это просто неприлично». Тем не менее, она выразила сожаление в том, что «два очень хороших театральных человека» приняли участие в «безвкусице», представляющей собой «неудачный PR МХАТа», добавив, что участие в проектах, подобных «Чете Пиночетов», может повредить репутации артистов.
В том же эфире телекритик Ирина Петровская сказала, что она «в принципе даже готова воспринимать брутальный юмор», но «тут перешли все грани», «особенно когда в студии был реальный живой Джигурда», который спел матную песню. На страницах «Известий» Ирина Петровская вновь крайне низко оценила программу, выразив озабоченность по поводу участия в передаче Чурсина и Писарева, которые, будучи незнакомыми широкой публике, «рискуют лицом».
Через несколько дней Арина Бородина из газеты «Коммерсантъ» также дала негативную оценку передаче: «В „Чете Пиночетов“ нет ничего. Ни юмора, ни свежести идеи, ни уж тем более внятной драматургии. Она абсолютно вторична с точки зрения задумки: в ней есть элементы пародий на программы НТВ, что уже было, причём неподражаемо смешно в той же „Большой разнице“, в ней есть разные скетчи, которые, как уже сказано, есть сегодня на всех каналах». Вместе с тем Бородина отметила талант Писарева и Чурсина, «тандема, которому удаётся делать смешными некоторые репризы», поставив вопрос о целесообразности участия артистов в программе: «Телевидение, конечно, расширяет возможность общения для театральных артистов с широким кругом зрителей и помогает завоевать большую популярность. Но не таким же способом…»
На следующий день после выхода второго эпизода «Четы Пиночетов», 28 ноября, Ксения Ларина в эфире той же радиопрограммы, заявила о полученных ей, Петровской и Бородиной SMS-сообщениях: «Не скажу, что там были откровенные угрозы, но хамство по отношению к телевизионным критикам там было весьма определённое. Так что реакция странная, нездоровая». Николай Картозия объяснил произошедшее по-своему, сказав, что Петровская и Ларина, «за глаза обкакав» программу, «в эфире своей программы допустили крайне развязные и, на мой взгляд, просто неправдивые выражения, касающиеся „Чета Пиночетов“». По его словам, он написал SMS Ирине Петровской с предложением пригласить его в их радиопрограмму, однако в ответном сообщении Петровская говорила о невозможности этого в силу формата передачи. После чего Картозия, обращаясь в эфире напрямую к Ирине Петровской, заявил: «Вы считаете себя телекритиком. Вы перестали быть телекритиком в тот день, когда приняли предложение одного из телеканалов вести программу про кошечек и собачек. Вы больше не телекритик. Вы, как в том анекдоте — или вы крестик снимите, или трусы наденьте».
После всего произошедшего, Сергей Бунтман, представляя руководство «Эха Москвы», принёс извинения за «тон и выражения» Ксении Лариной. При этом он отметил невозможность изменения формата передачи «Человек из телевизора» по требованию Картозии, подчеркнув, что «кухонных свар в эфире „Эха Москвы“ не будет».

## Дальнейшая судьба и попытка перезапуска
«„Чета Пиночетов“ — это очень продвинутый передовой юмористический проект. Так же агрессивно в своё время в Англии были встречены комедийные шоу „Фрай и Лори“ и „Летающий цирк Монти Пайтон“. Просто критики не понимали этого юмора. А зрители не сразу, но въехали. Когда вышла „Наша Russia“, вы тоже сами себе сказали „фас“, а сейчас это лучшее скетч-шоу... „Чета Пиночетов“ — это новый, циничный, чёрный, абсурдный, смелый юмор. А вы за запиканным матом и гостями-фриками не углядели этого, кухаркины вы дети!»
14 декабря 2009 года в газете «Комсомольская правда» было опубликовано открытое «письмо-роман» Александра Цекало, в котором он, напрямую обращаясь к критикам, назвал их «типичными продуктами Совка», «несовременными людьми» и «дилетантами из рассказа Шукшина „Срезал“», которые «не разбираются в телевидении — ни в нашем, ни в зарубежном».
По мнению писателя Александра Кондрашова, скандал, связанный с публикацией письма, представляет собой последнюю попытку создателей программы привлечь внимание аудитории к «покуда неудавшемуся, не смешному и довольно мерзкому шоу».
Письмо также вызвало насмешку всё той же Ирины Петровской: «Разумеется, на критиков вообще и на телекритиков в частности обижаются часто и многие. Одни обиженные перестают разговаривать с разругавшими их „борзописцами“, другие — поносят за глаза, третьи изредка, но угрожают. Однако ж неписаные правила приличий, существующие в любом сообществе, удерживают творцов от прямых оскорблений в адрес критиков и публичного сведения счётов». В декабре 2009 года в эфир вышел четвёртый, последний в первом сезоне, эпизод, после чего выход программы был приостановлен.
2 июля 2011 года стартовал второй сезон шоу, в рамках которого вышло 8 выпусков. Место Юрия Чурсина как одного из двух ведущих, выбывшего из шоу из-за съёмок в сериале «Первого канала» «Побег», занял Павел Прилучный, что было расценено критиками как попытка привлечь молодёжную аудиторию. Оставшись практически незамеченной, обновлённая версия шоу «Чета Пиночетов» была закрыта. В ноябре 2012 года в интервью журналу «Итоги» Александр Цекало сказал:

Давно хотел сделать такую программу. И даже сейчас возродил бы её. Назло всем. Но для этого нужен специальный канал. Хулиганский. На Западе такие есть, по ним показывают очень своеобразный юмор. У нас к подобным шуткам не привыкли. Хотя готов признать, что порой мы балансировали на грани фола, перегибали палку. Телекритики не стали ждать, пока нащупаем верную интонацию, и выдали сполна… Мол, ужас, ужас, ужас! Не оставили от программы камня на камне, закатали „Чету“ в асфальт.

### Комментарии
1. ↑  Из федеральных телеканалов в тот вечер изменили сетку вещания, сообщив о трагедии, лишь «Вести», «РЕН ТВ», а уже после полуночи — «Первый канал».
2. ↑  Картозия подразумевал передачу «Друзья моего хозяина», которая шла на телеканале «Домашний» в 2005—2008 годах.